# Doroixys uncinata
Doroixys uncinata is een eenoogkreeftjessoort uit de familie van de Notodelphyidae. De wetenschappelijke naam van de soort is voor het eerst geldig gepubliceerd in 1879 door Kerschner.